# Sylvie Selig
Pour les articles homonymes, voir Selig.
Sylvie Selig, née le 23 janvier 1941 à Nice Alpes-Maritimes, est une plasticienne, artiste-peintre et sculptrice française.

## Itinéraire artistique
Sylvie Selig est née en 1941 à Nice
Dès son enfance, elle est récompensée par des prix en tant qu'élève de l'École municipale d'Arts plastiques de Nice.
A l'âge de 13 ans, elle part avec sa mère en Australie où elle pratique la peinture. En concurrence avec des adultes, elle remporte le prix de la Victorian Artists Society (en) alors qu'elle n'a que 15 ans. Elle remporte également le premier prix du Sun Youth Art Show.
Inscrite à la National Gallery of Victoria Art School, elle ne la fréquente cependant pas beaucoup. Préférant voler de ses propres ailes elle pratique différents petits boulots pour gagner sa vie et devient assistante du photographe Helmut Newton. En 1958, elle réalise les décors de théâtre pour une pièce de Barry Humphries. A 17 ans, elle obtient sa première exposition personnelle aux Australian Galleries à Melbourne.
Au début des années 60, elle revient en France. À cette époque l'art est masculin et tourné vers l'abstraction, elle ne trouve pas d'écho pour sa peinture et se tourne vers l'illustration. Elle commence à publier une bande dessinée hebdomadaire dans le magazine Elle "Ça n'arrive qu'à Juliette". À partir de 1965, elle illustre aussi des albums album pour la jeunesse, comme Le Petit Arbre, publié en 1967, dont l'histoire est écrite par Thelma Volckman Delabesse et qui obtient, la même année, le prix du meilleur livre à la Foire du livre pour enfants de Bologne.
Sa carrière d'illustratrice se poursuit à New-York où elle donne naissance à un fils en 1966. Introduite par Tomi Ungerer, elle travaille pour des publications du groupe d'édition Condé Nast, pour des magazines tels que Esquire et New York ainsi que pour des maisons d'édition de livre pour la jeunesse. Elle illustre, pour Grove Press le livre The Happy Valley écrit par Éric Berne. Celui-ci frappera, quelques années plus tard, l'écrivain Jonathan Lethem, qui en parlera dans More alive and less lonely.
En 1970, Sylvie Selig revient à nouveau à Paris où elle illustre des albums pour enfants. Pourtant elle se lasse de l'univers de l'édition qui ne lui permet pas de produire une oeuvre personnelle et audacieuse.
Et c'est dans les années 1980 qu'elle décide de se consacrer à sa passion première, la peinture. Elle expose à la galerie Jean-Marie Cupillard à Grenoble et à Saint-Tropez .
De format d'abord réduit, les tableaux deviennent de plus en plus grands. Notamment pour sa série de 15 tableaux (240 cm x 200 cm) représentant l'univers de 15 cinéastes qui l'ont marquée. Ce travail est exposé à l'Espace Commines en 2009.
De 2009 à 2012, elle entreprend de peindre une huile sur toile de 30 mètres de long sur 1m70 de haut, Route 66. Le grand format est pour elle un geste libérateur, son art pouvant ainsi se déployer aussi bien dans le temps que dans l'espace pour raconter une histoire. River of no return (peinte de 2012 à 2015) est une nouvelle toile au format démesuré : à l'origine d'une longueur de 30m pour une hauteur de 2m20, le projet passe à 140m de long. Au lieu d'ajouter une musique et une voix, comme elle en avait eu l'idée pour Route 66, elle écrit directement l'histoire sur la toile, faisant ainsi du texte un élément graphique.
Dans l'interview que Yoyo Maeght consacre à Sylvie Selig en 2020, est évoqué l'oeuvre "River of No Return" (à l2'39) .
De 2015 à 2018, elle peint Stateless (50m x 2m20) une huile sur toile qui interroge la notion d'identité et son rapport à un Etat ou une nation, à travers l’histoire d’un lièvre venant en aide à une jeune réfugiée que des représentants de l’ordre tentent de renvoyer dans son pays.
Son oeuvre se libère alors des limites rencontrées au début de sa carrière : le manque d'audace éditorial et l'espace contraint des albums. La longueur de ces toiles renvoie davantage au déroulement d'une pellicule cinématographique. C'est à ce moment-là qu'elle commence par ailleurs des œuvres en broderie et terre cuite. Après avoir également fait de la photographie.
À partir de 2015, Sylvie Selig donne naissance à sa Weird Family : 28 monstres - comme elle les appelle - fabriqués à partir de mannequins habillés d'objets et d'étoffes de récupération. En 2016, elle se laisse convaincre de publier sur les réseaux sociaux. L'un de ses followers, Michel Scognamillo, propriétaire de la librairie Métamorphoses, la repère et lui propose une première exposition dans son espace rue Jacob à Paris en 2021. Sous le nom d'Inside Out Faire Tales, cette exposition permet enfin à Sylvie démontrer la partie plus personnelle de son oeuvre. À cette occasion est publié un catalogue préfacé par Sylvie Aubenas ainsi qu'un livre d'artiste tiré à 130 exemplaires numérotés ; A Midsummer Night's Dream 5, une réinterprétation de la pièce de Shakespeare (Une nouvelle exposition à la librairie Métamorphoses a eu lieu ensuite en mars 2022).
Deux commissaires d'expositions, Sam Bardaouil et Till Fellrath, la remarque aussi sur Instagram. À l'occasion de la 16e Biennale de Lyon 2022-2023, dont ils sont curateurs indépendants, ils lui offrent un grand espace, dans l'enceinte des anciennes usines Fagor, où l'univers démesuré de sa toile/conte Stateless, peinte sur 50 m, peut enfin être déployé et donné à voir. Ainsi que ses dessins brodés et sa Weird Family.
Du 8 mars au 7 juillet 2024, Le Musée d'Art contemporain de Lyon lui organise sa première exposition muséale, articulée autour de la monumentale toile River_of_No_Return,.
Le mardi 12 mars 2024, Arte Journal consacre un reportage à son oeuvre "River of No Return" et à sa créatrice 
Dans le numéro daté du mardi 9 avril 2024, le journal Le Monde publie un article sur l'artiste et son oeuvre "River of No Return" "qui serpente au milieu de l'espace" et "raconte la promenade d’une jeune femme et de deux jeunes hommes à travers un paysage que l’on dirait bucolique s’il n’était envahi d’œuvres d’artistes très reconnaissables" 